# Олійник Микола Костянтинович
Микол́а Костянтин́ович Олі́йник (1943 — 18 березня 2019, місто Кишинів, Молдова) — молдовський політичний діяч, віце-прем'єр уряду Республіки Молдова. Депутат трьох скликань парламенту Республіки Молдова. Голова Української громади Республіки Молдова (2009—2019).

## Нагороди
- орден «За заслуги» II ступеня[1]
- Відзнака Президента України — ювілейна медаль «25 років незалежності України» (22 серпня 2016) — за вагомий особистий внесок у зміцнення міжнародного авторитету Української держави, популяризацію її історичної спадщини і сучасних надбань та з нагоди 25-ї річниці незалежності України[2]